# مناسس پارک (ویرجینیا)
مناسس پارک (به انگلیسی: Manassas Park) شهری در ایالت ویرجینیا کشور ایالات متحده آمریکا است که جمعیت آن در سرشماری سال ۲۰۱۰ میلادی، ۱۴٬۲۷۳ نفر بوده‌است.